# Campeonato Mundial de Bádminton de 2011
El XIX Campeonato Mundial de Bádminton se celebró en Londres (Reino Unido) entre el 8 y el 14 de agosto de 2011 bajo la organización de la Federación Mundial de Bádminton (BWF) y la Federación Británica de Bádminton.
Las competiciones se realizaron en la Wembley Arena de la capital inglesa.

## Medallistas
| Evento               | Oro                         | Plata                                          | Bronce                                                                         |
| -------------------- | --------------------------- | ---------------------------------------------- | ------------------------------------------------------------------------------ |
| Individual masculino | Lin Dan China               | Lee Chong Wei Malasia                          | Chen Jin China Peter Gade Dinamarca                                            |
| Dobles masculino     | Cai Yun Fu Haifeng China    | Ko Sung-Hyun Yoo Yeon-Seong Corea del Sur      | Mohammad Ahsan Bona Septano Indonesia Jung Jae-Sung Lee Yong-Dae Corea del Sur |
| Individual femenino  | Wang Yihan China            | Cheng Shao-Chieh China Taipéi                  | Juliane Schenk · Alemania Wang Xin · China                                     |
| Dobles femenino      | Wang Xiaoli Yu Yang China   | Tian Qing Zhao Yunlei China                    | Miyuki Maeda Satoko Suetsuna Japón Jwala Gutta Ashwini Ponnappa India          |
| Dobles mixto         | Zhang Nan Zhao Yunlei China | Chris Adcock Inglaterra Imogen Bankier Escocia | Xu Chen Ma Jin China Tontowi Ahmad Liliyana Natsir Indonesia                   |

## Medallero
| Núm. | País          | Oro | Plata | Bronce | Total |
| ---- | ------------- | --- | ----- | ------ | ----- |
| 1    | China         | 5   | 1     | 3      | 9     |
| 2    | Corea del Sur | 0   | 1     | 1      | 2     |
| 3    | Escocia       | 0   | 1     | 0      | 1     |
| 3    | Inglaterra    | 0   | 1     | 0      | 1     |
| 3    | Malasia       | 0   | 1     | 0      | 1     |
| 6    | China Taipéi  | 0   | 1     | 0      | 1     |
| 7    | Indonesia     | 0   | 0     | 2      | 2     |
| 8    | Alemania      | 0   | 0     | 1      | 1     |
| 8    | Dinamarca     | 0   | 0     | 1      | 1     |
| 8    | India         | 0   | 0     | 1      | 1     |
| 8    | Japón         | 0   | 0     | 1      | 1     |
|      | TOTAL         | 5   | 6     | 10     | 21    |